# Kållerstad
Kållerstad är en kyrkby i Kållerstads socken i Gislaveds kommun, västra Småland. Kållerstads kyrka ligger här.
Kållerstad ligger längs länsväg F 545 cirka 8 kilometer söder om Reftele. Byn består av enfamiljshus samt bondgårdar.